# Грузиновка (Криничанский район)
Грузиновка (укр. Грузинівка) — село,
Покровский сельский совет,
Криничанский район,
Днепропетровская область,
Украина.
Код КОАТУУ — 1222085003. Население по переписи 2001 года составляло 152 человека.

## Географическое положение
Село Грузиновка находится в 3-х км от правого берега реки Базавлук,
по селу протекает пересыхающий ручей с запрудами,
выше по течению которого на расстоянии в 2 км расположено село Зелёный Яр.
Рядом проходит автомобильная дорога Т-0432.